# Frans Boers
Frans Boers, (Bressoux (Luik) 26 januari 1914 – Nieuwegein, 12 augustus 1987) was een kunstschilder. 
Boers woonde in Amsterdam, aan de Kloosterweg 18 in Laren en daarna in Lage-Vuursche. Daar had hij aan de Hoge Vuurscheweg 5 een permanente expositie in zijn atelier. Voor zijn werk gebruikte hij olieverf en aquarel. Hij was lid van de Vereeniging van Beeldende Kunstenaars Laren-Blaricum en de Federatie van Verenigingen van Beroeps Beeldende Kunstenaars in Amsterdam.
Frans Boers was autodidact en schilderde vooral dieren, landschappen, portretten en (bloem)stillevens.
In Europa, Afrika en Azië zijn vooral de agrarische apecten van de lokale bevolking en de markt het onderwerp. Ook maakte hij vele dierstudies van bijvoorbeeld ezels, dromedarissen en waterbuffels.
Van zijn hand verschenen vele aquarellen op kalenders in binnen- en buitenland. Werk van Boers is opgenomen in de collectie van het Singer Museum in Laren en in de Rijkscollectie.